# Pestalotia longisetula
Pestalotia longisetula är en svampart som beskrevs av Guba 1961. Pestalotia longisetula ingår i släktet Pestalotia och familjen Amphisphaeriaceae.   Inga underarter finns listade i Catalogue of Life.